# ヴィクトル・ズプコフ
ヴィクトル・アレクセーエヴィチ・ズプコフ（ロシア語: Ви́ктор Алексе́евич Зубко́в、ラテン文字転写：Viktor Alekseevich Zubkov、1941年9月15日 - ）は、ロシア連邦の政治家、官僚。ウラジーミル・プーチン政権で第8代ロシア連邦首相、ロシア連邦第一副首相を務めた。娘は第5代ロシア連邦国防相アナトーリー・セルジュコフと結婚した。
2006年に行われた政治を専門とした調査で、ズプコフはロシアで影響力を持つ政治家として84番目に位置付けられた。

## 経歴
1941年9月15日にソビエト連邦のロシア・ソビエト連邦社会主義共和国のスヴェルドロフスク州に誕生する。1965年にレニングラード農業大学経済学部を卒業する。1966年に徴兵されて兵役に就いた後に1967年から1985年までレニングラード州のコルホーズ（集団農場）で働く。この間にソビエト連邦競作に入党し、1985年にはレニングラード州の共産党機関で勤務し、いくつかの指導的なポストに就いた。1989年にレニングラード州共産党執行委員会第一副議長に選出されるが、1991年8月19日のソ連8月クーデターによりソビエト連邦共産党は活動を停止させられた。
1992年1月から1993年11月にかけて、サンクトペテルブルク市対外関係委員会第一副議長を務めた。同委員会議長はウラジーミル・プーチンであった。1993年11月3日から1998年11月30日までサンクトペテルブルク国税検査部部長と同時にサンクトペテルブルク国税監査委員会副議長を兼務した。1998年12月にエフゲニー・プリマコフ内閣で国税庁が税務省に再編されてズプコフのポストは廃止されたが、間も無く税務省サンクトペテルブルク税務部長に任命された。1999年7月23日に北西連邦管区担当税務次官に就任し、さらに幾日も経たずサンクトペテルブルク及びレニングラード州税務部長となった。
その後レニングラード州知事選挙に出馬し、1999年8月12日に候補者として登録された。選挙戦では与党である「統一」のボリス・グルイズロフ党首（後にロシア連邦内務相・下院議長・統一ロシア党首）の支持を得たが、9月19日に対立候補のヴァレリー・セルジュコフに敗北した。
2001年11月5日に税務省の職責を解任されると、今度は財務第一次官兼金融監督委員会議長に任命され、マネー・ロンダリング対策に当たった。2004年3月16日にミハイル・カシヤノフ首相が解任されると金融監督委員会はロシア連邦財務省の組織に格下げされて連邦金融監督庁に再編されたが、ズプコフは次のミハイル・フラトコフ内閣にて2007年9月12日まで金融監督庁長官に留まった。

### 首相
同日にウラジーミル・プーチン大統領は全閣僚を解任し、ズプコフはプーチンによってフラトコフの後任の首相に指名された。ズプコフの首相への任命は2007年9月14日の下院議会（ドゥーマ）にて賛成多数で承認された。

### 第一副首相及び首相代行
2008年5月7日のプーチン大統領退任に伴い内閣は総辞職したが、5月12日に新たに首相となったプーチンによって第一副首相に任命された。2008年6月27日にはロシア国営エネルギー専売公社であるガスプロムの会長に指名され、第一副首相と兼任する。2012年5月7日にプーチン首相が大統領に再就任して首相職が空席となったことに伴い、後任のドミートリー・メドヴェージェフの首相就任が議会に承認されるまでの短期間に首相代行を務めた。